# Escudo de Zimbabue
El escudo de Zimbabue fue aprobado el 21 de septiembre de 1981, un año y cinco meses después de la bandera nacional.
El escudo de Zimbabue está compuesto por un campo de sínople (verde) surmontado por una franja con quince ondas de plata (blanco o gris) y de azur (azul) situada en el jefe.
En el campo de sínople (verde), una representación del antiguo Reino del Gran Zimbabue de plata.
Timbra un burelete de oro y de sínople surmontado por el Pájaro de Zimbabue representado de oro. El burelete y el Pájaro de Zimbabue están situados delante de una estrella roja de cinco puntas.
El escudo está sujeto por dos figuras, soportes, con forma de kudu y aparece colocado delante de una azada, colocada en banda, y un rifle automático AK-47, colocado en barra. 
En la parte inferior del escudo aparecen representados una porción de suelo, varias espigas de trigo, algodón, y una mazorca de maíz. Escrito en una cinta puede leerse el lema nacional: Unity, Freedom, Work (”Unidad, Libertad, Trabajo”)
- El color verde (campo de sínople): simboliza la fertilidad del suelo de Zimbabue.
- El antiguo Reino del Gran Zimbabue : es el patrimonio histórico de la nación.
- Las ondas azules y blancas: representan el agua disponible en Zimbabue.
- El burelete: es una guirnalda compuesta por cintas de seda que simbolizan la minería y la agricultura, pilares de la economía del país.
- La estrella roja: representa la esperanza en el futuro y su color rojo recuerda que debe evitarse el sufrimiento que en el pasado soportaron los zimbabuenses.
- El Pájaro de Zimbabue: Es uno de los símbolos nacionales de Zimbabue, también se muestra en la bandera nacional.
- Los kudus: representan la unidad de las diferentes etnias de Zimbabue.
- La azada y el fusil: son los dos símbolos que celebran la transición de la guerra a la paz y la democracia.
- La porción de suelo con el trigo el algodón y el maíz: representa la importancia de mantener siempre cubiertas las necesidades de los zimbabuenses.
- El lema nacional: recuerda la necesidad de salvaguardar la unidad nacional y la libertad.

## Escudos históricos

Escudo de armas del Reino de Zimbabue (1220-1450)
Escudo de armas de Rodesia (1923-1953)
Escudo de la Federación de Rodesia y Nyasalandia (1953-1963)